# Tipula (Microtipula) affabilis
Tipula (Microtipula) affabilis is een tweevleugelige uit de familie langpootmuggen (Tipulidae). De soort komt voor in het Neotropisch gebied.